# Хождение Иисуса Христа по водам
Хожде́ние Иису́са Христа́ по вода́м — согласно Библии, одно из чудес, совершённых Иисусом Христом для уверения учеников в Его Божественности. Описывается в трёх Евангелиях (Иоанн 6:16-21, Марк 6:47-51, Матфей 14:22-33). Является популярным сюжетом для христианских икон, мозаик и элементов росписи храмов (фрески, витражи и т. д.).

## Закон Божий
После чудесного насыщения народа пятью хлебами, Иисус Христос велел ученикам Своим отправиться в лодке на другую сторону Галилейского озера, к Вифсаиде Галилейской. Сам же, отпустив народ, взошел на гору помолиться. Наступила ночь. Лодка с учениками была уже на середине озера, и ее било волнами, потому что дул сильный встречный ветер. Перед рассветом Иисус Христос, ведая бедствие учеников, пошел к ним по воде. Они же, увидев Его, идущего по воде, подумали, что это призрак, и от страха закричали. Но Иисус Христос тотчас заговорил с ними: «успокойтесь, это Я, не бойтесь». Тогда апостол Петр воскликнул: «Господи! если это Ты, то повели мне прийти к Тебе по воде». Господь сказал: «иди». Петр вышел из лодки и пошел по воде, чтобы подойти к Иисусу Христу. Но, видя сильный ветер и большие волны, испугался, от страха исчезла вера, и тогда он стал тонуть и закричал: «Господи! спаси меня». Иисус Христос сразу же протянул ему руку Свою, поддержал его и сказал: «маловерный! зачем ты усомнился?» И когда они вошли в лодку, ветер утих. Ученики подошли, поклонились Иисусу Христу и сказали: «воистину Ты – Сын Божий».

## Библейское повествование
В четвертую же стражу ночи пошел к ним Иисус, идя по морю. И ученики, увидев Его идущего по морю, встревожились и говорили: это призрак; и от страха вскричали. Но Иисус тотчас заговорил с ними и сказал: ободритесь; это Я, не бойтесь. Петр сказал Ему в ответ: Господи! если это Ты, повели мне прийти к Тебе по воде. Он же сказал: иди. И, выйдя из лодки, Петр пошел по воде, чтобы подойти к Иисусу, но, видя сильный ветер, испугался и, начав утопать, закричал: Господи! спаси меня. Иисус тотчас простер руку, поддержал его и говорит ему: маловерный! зачем ты усомнился? И, когда вошли они в лодку, ветер утих. Бывшие же в лодке подошли, поклонились Ему и сказали: истинно Ты Сын Божий.
— Мф. 14:25-33

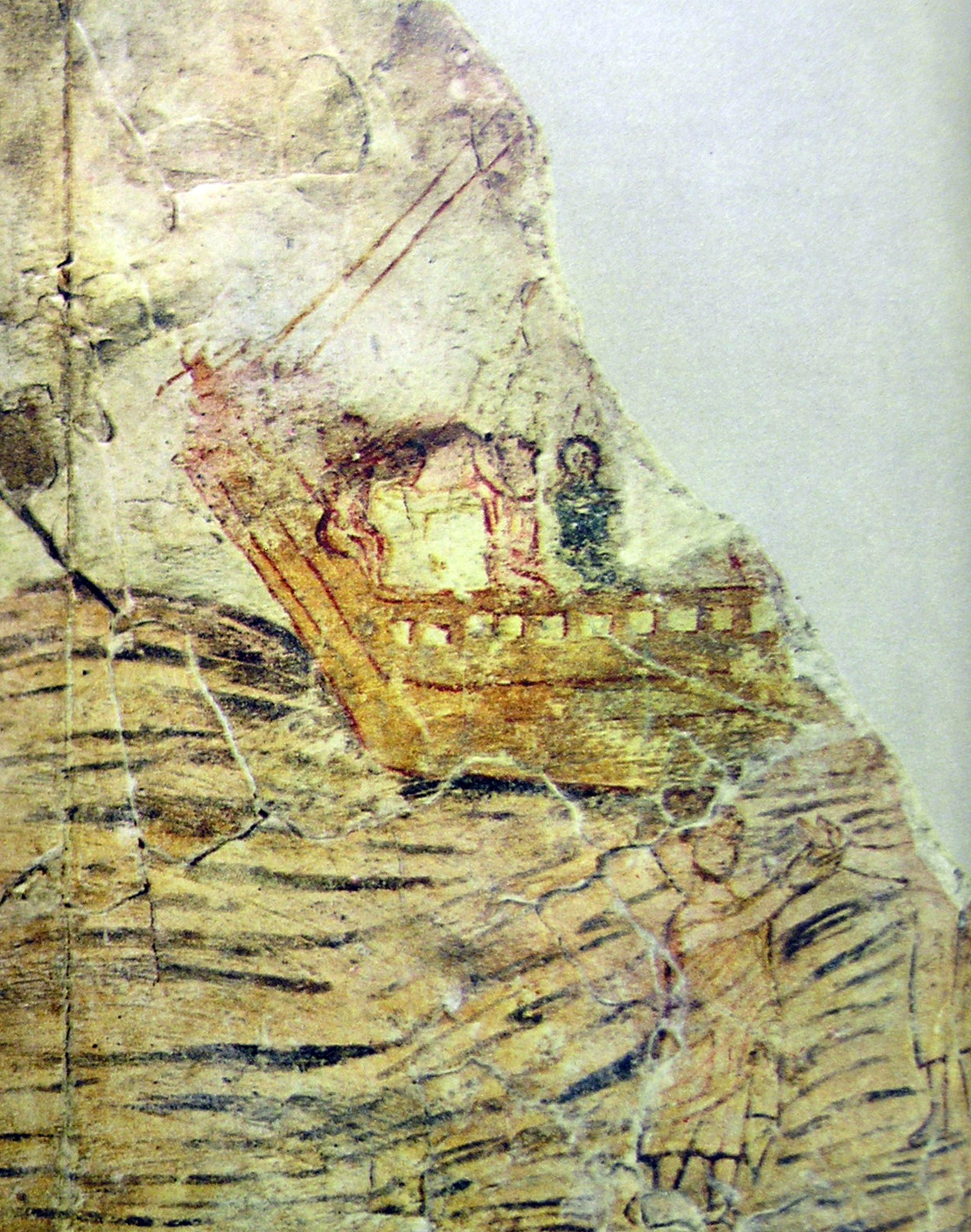
Дура-Европос, III-IV столетия
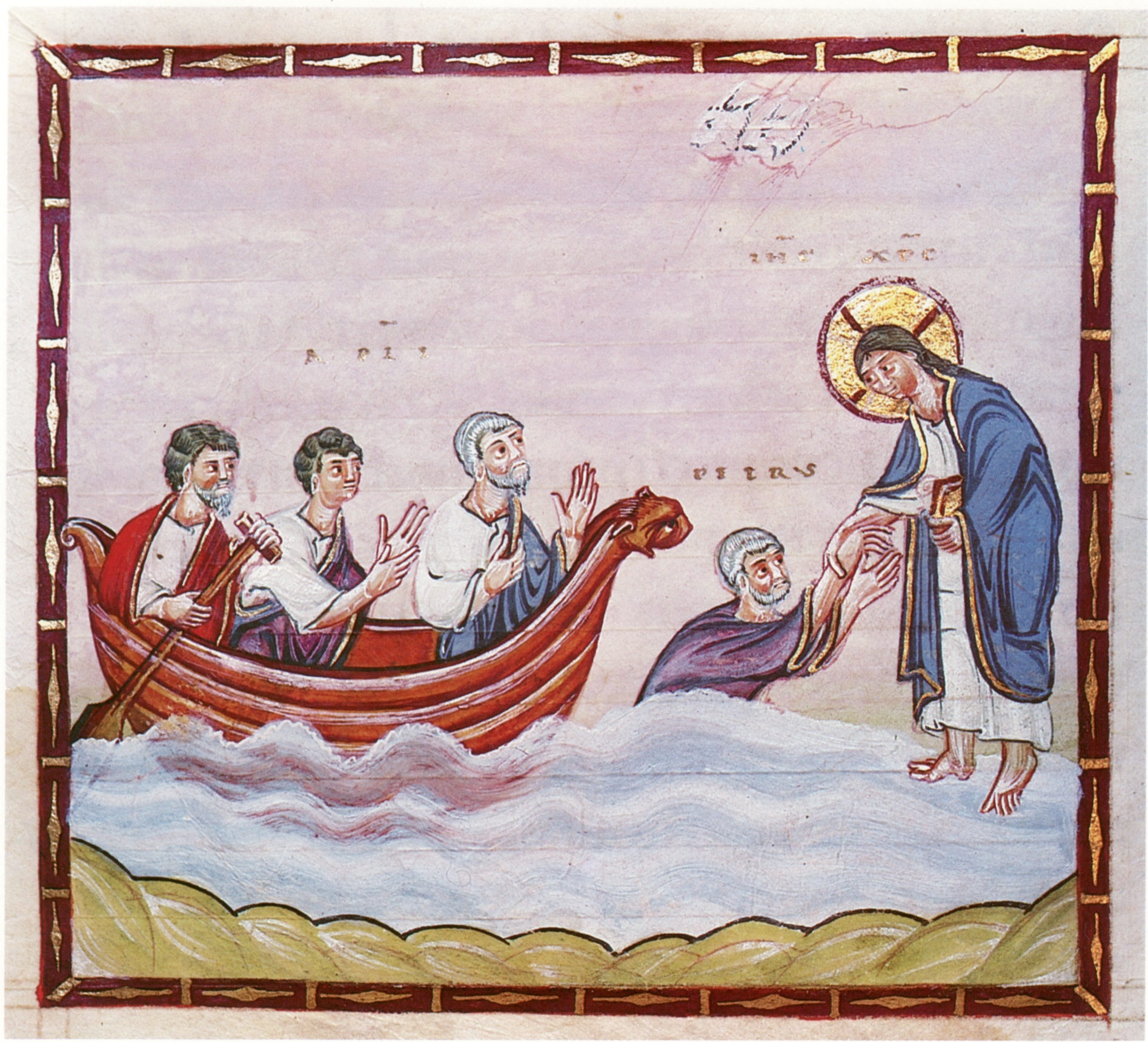
X век
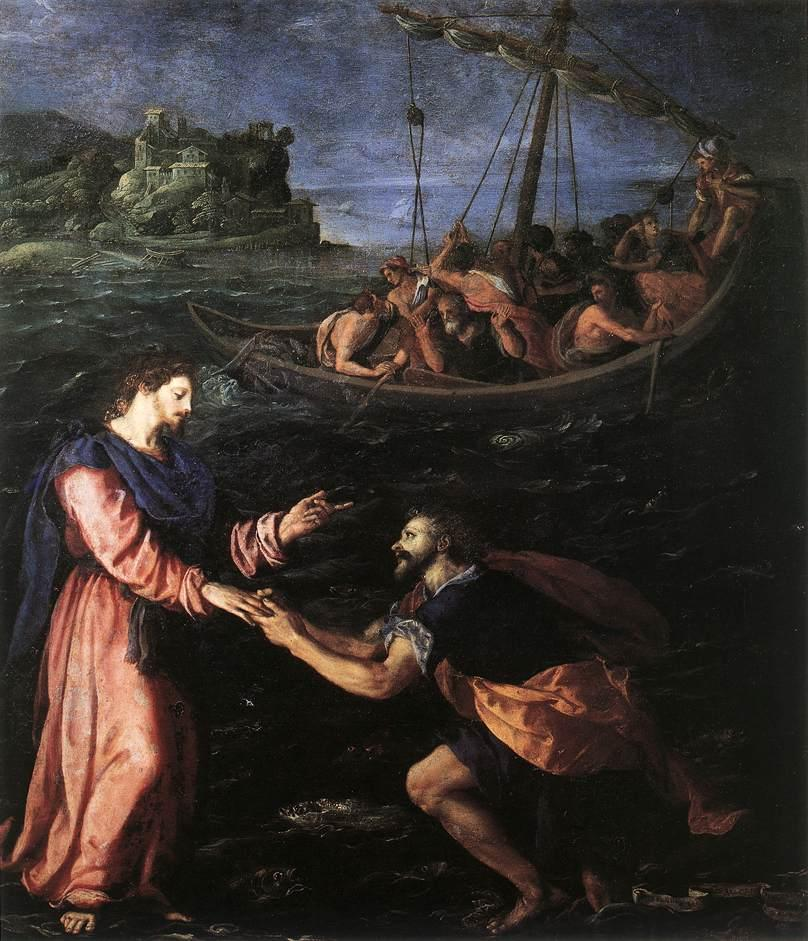
Алессандро Аллори, c. 1595 г.
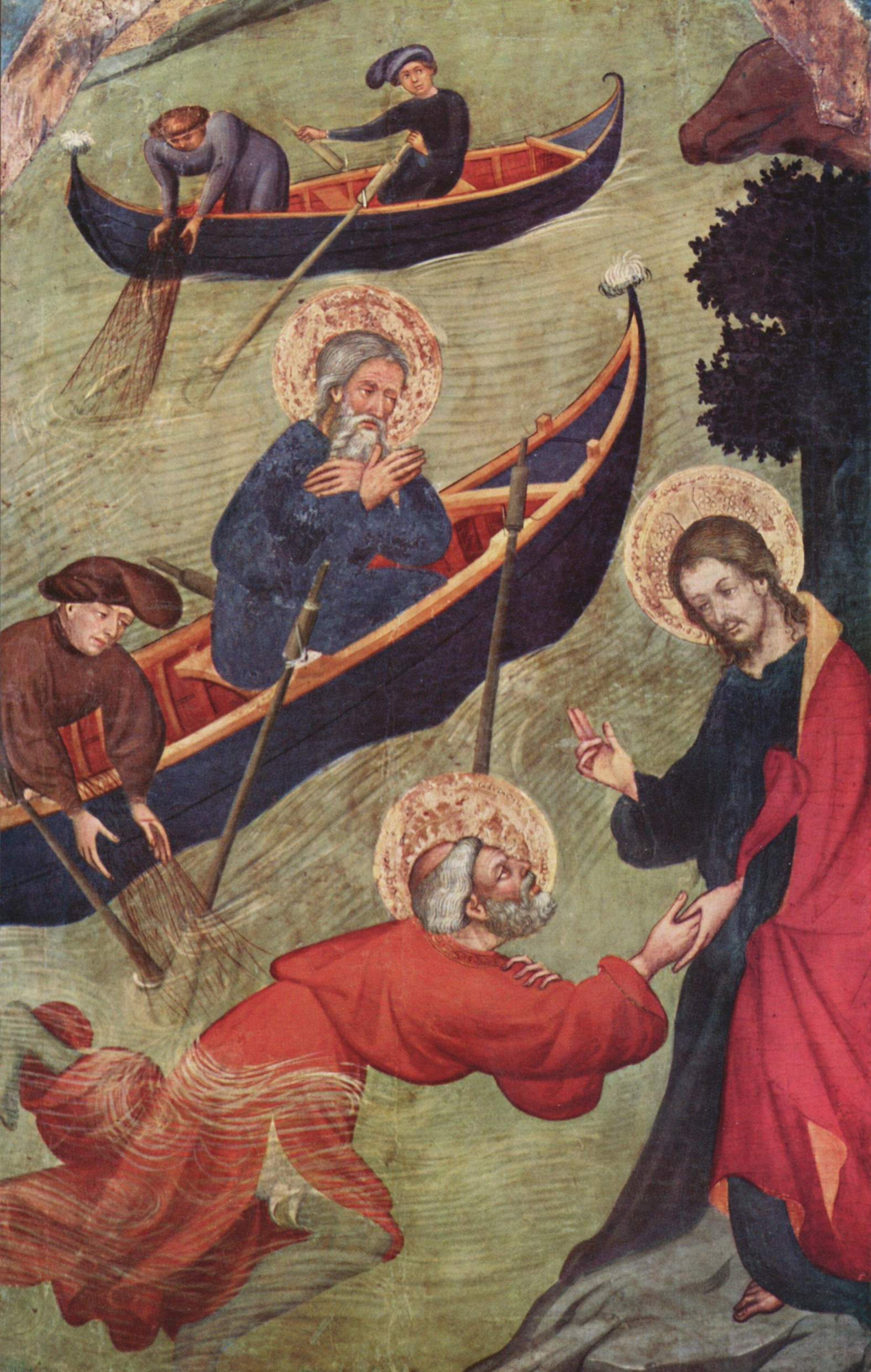
Луис Борасса, 1411 г.
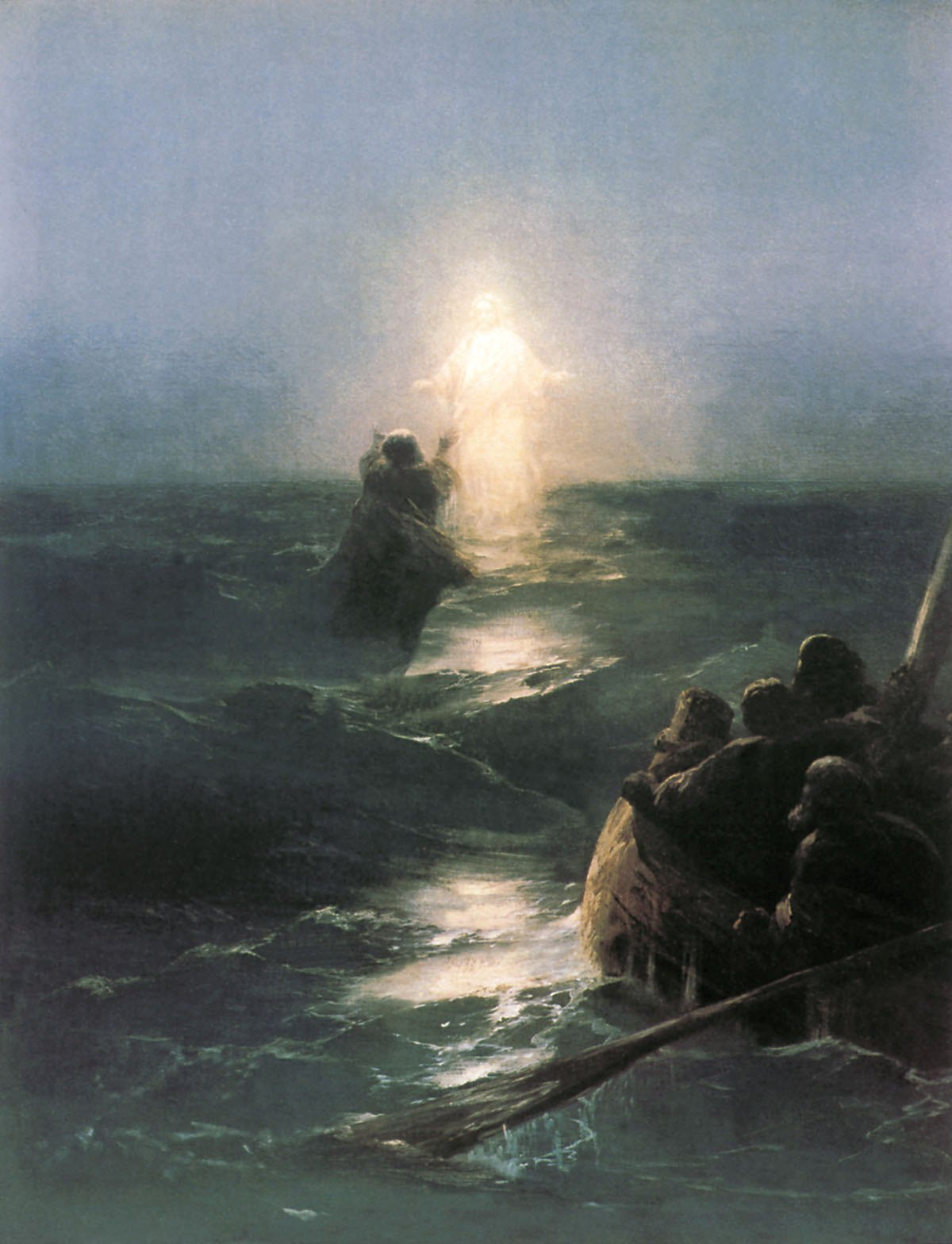
И. К. Айвазовский, 1888 г.